# Csepel D-564
Csepel D-564 – węgierski samochód ciężarowy. Był produkowany od lat 70. Był to dwuosiowy pojazd z napędem na wszystkie koła. Csepel D-564 był napędzany sześciocylindrowym silnikiem wysokoprężnym Csepel D-61433 o mocy 145 kW przy 2300 obr./min.

## Dane taktyczno-techniczne
- Masa:
  - własna: 5400 kg
  - całkowita: 9400 kg
- Prześwit: ?? m
- Rozstaw kół: 2 m
- Rozstaw osi: 3,7 m
- Prędkość maksymalna: 87,9 km/h
- Ogumienie: 16.5x19.5